# Suzuki Shōsan
Suzuki Shōsan (鈴木 正三?; prefettura di Aichi, 5 febbraio 1579 – Edo, 28 luglio 1655) è stato un militare e monaco buddista giapponese, samurai e maestro zen eterodosso, che visse a cavallo tra l'epoca Sengoku e il periodo Edo.
Non appartiene a nessun lignaggio e non fu mai affiliato a nessuna scuola Zen del Giappone del tempo. Condusse la pratica da sé stesso, ideando un proprio metodo chiamato Nio Zen.
Prima di prendere i voti in una scuola Zen Rinzai, fu un samurai vassallo di Tokugawa Ieyasu, che sarebbe diventato primo shogun dell'Era Tokugawa. Shōsan partecipò alla battaglia di Sekigahara e all'assedio di Osaka, prima di rinunciare alla vita da guerriero e diventare un monaco Zen nel 1621.

## Biografia

### I primi anni da guerriero
Shōsan nacque nell'attuale prefettura di Aichi. 
Fu il primo di cinque figli di una famiglia di samurai vassalli del clan Matsudaira, una famiglia di guerrieri, pragmatici e lontani da un senso religioso troppo esoterico o intellettuale. 
Quando aveva quattro anni, un suo cugino morì da un giorno all'altro, ed egli chiese ai genitori dove fosse andato il suo compagno di giochi. Quando essi gli spiegarono, con parole semplici e dirette, che cosa fosse successo, il piccolo Shōsan ne rimase sconvolto. Da quel momento, la morte degli esseri umani divenne il Grande Dubbio che avrebbe prima affrontato e poi sfruttato come mezzo utile per la pratica nel corso di tutta la sua vita.
Da giovane, tentò di affrontare la paura della morte dedicandosi a prove di coraggio: sognava di combattere i serpenti marini dell'oceano ed esplorava le grotte ai piedi del monte Fuji, ritenute infestate dagli spettri. Divenne così un abile soldato, e seguì il padre e il fratello Shigenari a Sekigahara, dove si distinse per audacia e valore.
La famiglia di Shōsan era devota alla scuola della Terra Pura, e così anche Shōsan rimase devoto alla pratica del nenbutsu per tutta la vita. Però, in quanto samurai, il giovane soldato ebbe numerosi contatti anche con la scuola Zen, per la prossimità di questa scuola con l'aristocrazia guerriera; durante i viaggi che intraprese al servizio dello shogun Tokugawa Ieyasu, si fermò sempre in monasteri locali in cerca di insegnamenti, ma, non potendo fermarsi per tempo sufficiente in nessun monastero per il suo ruolo di vassallo, egli sviluppò una propria pratica, combinando quanto aveva appreso dello Zen con la pratica del nenbutsu. Passando una volta di fronte alle statue dei Nio, le divinità guerriere protettrici del Dharma, rappresentate con una faccia feroce e delle armi a significare la loro forza, Shōsan si ripromise di applicare alla sua pratica la stessa determinazione e la stessa severità che quelle divinità poneva nel loro compito, ponendo le basi per un atteggiamento che caratterizzò la sua pratica fin dal nome: Nio Zen.
Dopo l'assedio e la distruzione del castello di Osaka, in assenza di nemici potenti, lo shogun Ieyasu poté inaugurare un periodo di pace e di ordine, nel quale i servigi di eserciti numerosi non sarebbero più stati necessari. Shosan chiese così all'erede di Ieyasu, Hidetada, il permesso di lasciare la vita di samurai per diventare un monaco. Lo shogun, conoscendo la determinazione di Shosan, conscio che un rifiuto avrebbe determinato il seppuku del guerriero, gli concesse ciò che chiedeva e fu così che, all'età di quarantun anni, sotto il maestro Daigu Sochiku, ruppe con la tradizione ordinando un monaco che per quel tempo era avanti con gli anni, e fu così che al novizio non venne assegnato nessun nome di Dharma.

### Vita da monaco
Dopo l'ordinazione, Shōsan lasciò il maestro per intraprendere un pellegrinaggio attraverso il Giappone, incontrando molti autorevoli insegnanti dei tempi.  Per rafforzare la propria disciplina in quanto monaco, per qualche tempo diventò un seguace della scuola Ritsu, dedicata prevalentemente allo studio e alla pratica del Vinaya. Con essi, egli seguì anche il precetto secondo cui un monaco non doveva mangiare carne, ma questo non giovò al suo corpo da guerriero, abituato ad un'alimentazione ricca e grandi sforzi. Così, Shōsan lasciò la pratica Ritsu, adottando uno stile di vita che fosse più vicino alle proprie vecchie abitudini. 
Tra i maestri Zen, Shōsan conobbe personaggi autorevoli come Gudo Toshoku e Shido Munan, con i quali intrattenne un rapporto di amicizia, pur non volendo mai diventare loro discepolo, come non volle mai rimanere in nessun monastero, preferendo ritirarsi in propri rifugi. 
Uno dei motivi per i quali Shōsan rimase lontano dai grandi monasteri consisteva anche nella disistima che nutriva per la scuola Rinzai del tempo, i cui monasteri, nei decenni, erano diventati dei centri culturali prestigiosi ed opulenti, in cui la disciplina era diventata troppo rilassata e i monaci che li abitavano erano più interessati a trovare un posto comodo, lontano dalle difficoltà della vita laica, che ad una pratica intensa per raggiungere il Risveglio. 
Avendo stima della determinazione di Shōsan, il maestro Munan gli chiese di mostrare l'esempio di una pratica più severa. Così, nel 1636, egli scrisse un trattato esemplare, il Fumoto no Kusawake ( Tagliare l'erba ai piedi di una montagna). Questo testo fu così efficace, che molti praticanti divennero discepoli di Shōsan nonostante il vecchio samurai non fosse discepolo di nessun maestro riconosciuto; una notevole eccezione, in una tradizione che iniziò con monaci che pur di vedere riconosciuta la propria scuola cercavano fino in Cina dei maestri autorevoli.
Per soddisfare le richieste di coloro che arrivavano al suo eremo nella valle di Ishinotaira, Shosan ampliò l'eremo fino a farlo diventare un centro di pratica autonomo, indipendente da qualsiasi scuola e qualsiasi lignaggio.  Fu così che il Nio Zen vide il suo primo centro e la sua prima espressione.
All'età di 61 anni, dopo una vita di pratica solitaria, Shōsan riuscì a raggiungere il suo primo kensho. Egli descrisse la sua esperienza in questo modo:
Mi sentivo completamente distaccato da vita e morte, in contatto con la mia vera natura. Ho danzato con gratitudine, percependo che nulla esiste. In quel momento, avresti potuto minacciarmi di tagliarmi la testa e non vi avrei dato peso. Dopo trenta giorni, decisi però che non era sufficiente. Non era nulla più della realizzazione di un particolare stato della mente. Così l'ho rifiutata e sono tornato al mio stato precedente, ho riempito il mio cuore con la morte e praticato senza compromessi::
Shōsan non insistette mai perché questa realizzazione gli fosse riconosciuta da un qualche maestro, e affermò sempre di avere ottenuto una autorealizzazione senza nessun aiuto.
Quest'esperienza lo portò anche a riflettere sul valore di un kensho per la pratica, e a disprezzare di conseguenza la pratica Zen di chi si sforzava soltanto al fine di ottenere una realizzazione come il satori, che vedeva come il risultato della presenza, nella scuola Rinzai, di monaci che, dopo realizzazioni di minore entità, si consideravano subito uomini illuminati. Era per lui particolarmente significativo che questi monaci cambiassero notevolmente a livello morale: le loro preoccupazioni per uno stile di vita confortevole o una carriera nella gerarchia monastica riflettevano ancora tracce di Ego.
Nel 1642, Shōsan lo raggiunse, e insieme fondarono un totale di trentuno monasteri Zen Soto e due monasteri della scuola della Terra Pura, allo scopo di rafforzare e preservare la fede nel buddismo.  La devozione di Shigenari per i precetti buddisti fece sì che sviluppasse anche una profonda empatia per la miseria della popolazione del suo distretto. Riconobbe che le tasse che erano loro imposte erano troppo alte per le loro possibilità e richiese formalmente alle autorità una maggiore indulgenza verso la popolazione. Alle sue richieste fu risposto con un rifiuto, ed il samurai rispose a sua volta all'intransigenza del governo facendo seppuku.
Alla morte del fratello, Shōsan trascorse i suoi ultimi anni nella capitale Edo, praticando in una piccola stanza larga due tatami. Due anni dopo si ammalò, e il medico che lo curò lo informò che la sua malattia era terminale e che sarebbe morto a breve. Senza nessun turbamento, Shōsan gli rispose “Ho già affrontato la mia stessa morte più di trent'anni fa”.
Morì nel 1655, a 76 anni.

## Il Niō Zen: gli insegnamenti di Shōsan
Shōsan partecipava al funerale di un giovane morto inaspettatamente. Osservò i parenti e gli amici in cordoglio esprimere la loro sorpresa per la morte così precoce del defunto. “Che sciocchi!” esclamò “È sempre la stessa cosa, comunque: la gente crede che a morire siano solo gli altri. Ignorano che questo è anche il loro destino. Così, continuano a dedicarsi ad attività triviali e a vivere la loro vita come se fossero immuni alla morte. Pianificano, progettano per essere poi sorpresi e impreparati quando la morte cala inaspettatamente su di loro…::
La pratica insegnata da Suzuki Shōsan era relativamente semplice, ed era aperta a chiunque volesse aderirvi, sia che avessero preso voti monastici che fossero laici. 
Consisteva nello sviluppo dell'attenzione nella pratica di zazen e del nenbutsu come nel lavoro quotidiano, tenendo sempre in mente l'idea della propria morte, simboleggiata dal carattere cinese corrispondente a questo concetto.
Quando un monaco chiese a Shōsan di assegnargli un koan, egli gli rispose di ripetere a sé stesso, continuamente: <<Io morirò! Io morirò!>>::
Shōsan istruì i suoi allievi inoltre a visualizzare il feroce demone guardiano del Dharma, appunto il  Niō, per concentrare la loro energia, il loro ki, nella meditazione e nello sviluppo del vigore e del coraggio nei confronti del dolore e della morte.
La via del Buddha, ricordava Shosan, richiedeva un grande sforzo e una pratica continua, lontana dai piaceri mondani, propri di quel corpo che il maestro considerava come uno “stupido sacco di sofferenza e dolore”, sviluppando uno Zen severo, austero e vigoroso.
Shōsan vedeva il vero risveglio in una via fuori della tradizione per abbandonare la credenza che l'illuminazione potesse accadere soltanto in ambiti monastici e di rinunce.
Per Shōsan, quindi, il vero buddismo non ha nulla a che vedere con "teorie o una pietà gentile, nonostante molti monaci pratichino in questa maniera"
Shōsan non rinnegò il valore del kensho per la pratica, ma usò il percorso delle Dieci Icone del Bue per ricordare ai discepoli che esistono diversi gradi di risveglio, perché non si fermassero alla prima esperienza:
Coloro che credono che non esista valore nel Buddismo senza satori sbagliano. Il vero obiettivo del Buddismo è nel fare un uso corretto della mente in questo stesso momento. È un modo di vivere la propria stessa vita:
Shōsan si dimostrava così più vicino alla tradizione Soto, di cui rispettava l'esempio pur non essendosi mai associato ad essa, poiché anch'essa insisteva nel vedere la pratica non come un percorso esoterico per raggiungere l'illuminazione o nello stare soltanto seduti in zazen, ma nel condurre le proprie faccende quotidiane con consapevolezza. 
Un altro punto in comune che lo avvicinava alla scuola Soto, definito lo “Zen dei contadini” perché si rivolgeva alle classi più umili della società giapponese, lontani dalle grandi città e dai legami con le persone di potere, era l'intenzione di proporre una pratica semplice e adatta alle condizioni di chiunque, basata sullo sviluppo della consapevolezza e dell'accettazione della propria condizione di vita.
Mentre Shōsan era in visita ad un tempio della città di Saitama, un gruppo di contadini partecipò ad uno dei suoi discorsi pubblici. Una volta concluso, essi gli chiesero come potessero praticare al meglio la via del Buddha. “Non c'è modo migliore che fare i contadini” disse loro “Avete la responsabilità di nutrire le persone, e questa è un'espressione della compassione del buddismo. Se mantenete la vostra mente focalizzata sulle vostre azioni, il vostro corpo è il corpo del Buddha,  la vostra mente è la mente del Buddha, e il vostro lavoro è il lavoro del Buddha. Coltivate la terra e recitate il nenbutsu. Non è richiesto nulla di più di questo.::
In quanto uomo cresciuto con principi conservatori, egli credeva nelle condizioni di vita presenti di ogni uomo come risultato del karma delle vite precedenti, quindi il modo corretto di comportarsi correttamente era quello di adempiere ai doveri propri alla classe sociale in cui si era nati: il contadino doveva porre la sua pratica nel suo mestiere di contadino, e il guerriero nel mestiere di guerriero. Shōsan affermava che il samurai fosse adatto a questo tipo di pratica, perché addestrato a mantenere la concentrazione anche nel bel mezzo della battaglia. Per questo motivo, sentiva lontana da sé la pratica quieta del monaco concentrato nella meditazione e scoraggiò dal seguire il suo esempio altri che volevano seguire la sua strada, abbandonando la loro professione per prendere i voti.

## La lotta contro le religioni straniere: contro il confucianesimo e il cristianesimo
Shōsan è anche noto per essere stato un vigoroso oppositore delle due religioni straniere che stavano prendendo piede nel Giappone di quegli anni, il Cristianesimo e il Confucianesimo, e per aver lottato perché il buddismo diventasse religione nazionale dell'Impero nipponico. 
È famoso a questo proposito per aver scritto il trattato Ha kirishitan (contro il cristianesimo), in cui il maestro Zen riporta molte delle critiche che venivano fatte dai giapponesi del tempo alla nuova religione, a volte basate su stereotipi più o meno in malafede, probabilmente aderenti ad un'ostilità tipica verso lo straniero, a volte su un'interpretazione diretta dell'insegnamento cristiano proposto dai missionari gesuiti.

## Opere
- Mōanjō (盲安杖? "Un bastone sicuro per un cieco"), 1619
- Fumoto no Kusawake ("Tagliare l'erba ai piedi della montagna"), 1636
- Ha Kirishitan (破切支丹? "Contro il cristianesimo"), 1642
- Roankyō (驢鞍橋? "Il ponte della sella dell'asino"), 1648
- Ninin Bikuni (二人比丘尼? "Due Monache"), 1664
- Banmin Tokuyō (萬民徳用? "La giusta azione per tutti"), 1661